# 2-cloropentano
El 2-cloropentano, también llamado cloruro de 1-metilbutilo, es un compuesto orgánico de fórmula molecular C5H11Cl. Es un haloalcano lineal de cinco carbonos donde un átomo de cloro se encuentra unido al carbono número 2. Este carbono es asimétrico, por lo que existen dos enantiómeros de este compuesto. Estos se pueden separar empleando una fase estacionaria quiral basada en una estructura supramolecular de uracilo.

## Propiedades físicas y químicas
A temperatura ambiente, el 2-cloropentano es un líquido cuyo punto de ebullición es 97 °C y su punto de fusión -137 °C.
Posee una densidad de 0,870 g/cm³, inferior a la del agua pero mayor que la del etanol. En fase gaseosa, su densidad es 3,68 veces la del aire.
El valor del logaritmo de su coeficiente de reparto, logP = 2,62, indica que es más soluble en disolventes apolares que en disolventes polares.
Su solubilidad en agua es muy baja, 251 mg/L.

## Síntesis
El 2-cloropentano se prepara a partir de 2-pentanol y cloruro de tionilo en presencia de piridina.
Esta cloración también se puede realizar con cloruro cianúrico durante 5 horas a una temperatura de reacción de 70 °C; la fase líquida resultante después de su extracción con hidróxido de sodio contiene un 76% de 2-cloropentano.
Análogamente el tratamiento de 2-pentanol con dicloruro de dialquilselenio a 80 °C durante 7 horas produce 2-cloropentano, si bien con un rendimiento de solo el 8%.
La cloración electroquímica de pentano, llevada a cabo en un medio de ácido clorhídrico concentrado sobre grafito poroso hidrofóbico, produce los tres isómeros de cloropentano: 1-cloropentano, 2-cloropentano y 3-cloropentano. El porcentaje de 2-cloropentano que se obtiene puede alcanzar el 55%.

## Usos
La reacción de eliminación de 2-cloropentano por medio de bromuros de alquilo primarios con diisopropilamida de litio o hidruro de sodio, sirve para obtener los correspondientes alquenos, 1-penteno y 2-penteno.
También se ha usado este cloroalcano en reacciones de acoplamiento con dialquil(ciano)cupratos de litio.
Por otra parte, el 2-cloropentano puede emplearse en la producción de polímeros de isobutileno, que tienen aplicación como materiales para fabricar resinas fotosensibles, resinas de fraguado ultraviolaeta y resinas de curado por radiación de electrones.

## Precauciones
El 2-cloropentano es un producto inflamable e irritante cuyo punto de inflamabilidad es -2 °C. Sus vapores pueden formar mezclas explosivas con el aire.